# Штурје
Штурје (словен. Šturje, итал. Sturie delle Fusine) је некадашње насеље у општини Ајдовшчина, Горишка регија, Словенија.

## Историја
До територијалне реорганизације у Словенији били су у саставу старе општине Ајдовшчина. 1953. године Насеље је укинуто и припојено насељу Ајдовшчина.

## Становништво
| Број становника према пописима |
| ------------------------------ |
| 1948                           |
| 441                            |

Напомена: Године 1953. припојен насељу Ајдовшчина, који је садржао податке 1948. године.

#### Територијална организација и припадност насеља
| Штурје         | Штурје              | Штурје                  | Штурје                                   |
| Пописна година | Држава / Република  | Окрај (срез) / Општина  | Насеља и делови насеља (број становника) |
| -------------- | ------------------- | ----------------------- | ---------------------------------------- |
| 1948. године   | ФНРЈ / НР Словенија | Горица / МНО Ајдовшчина | Штурје (441)                             |

Напомена: МНО је скраћено за Месни народни одбор.